# Horaglanis
Horaglanis – rodzaj słodkowodnych, ślepych ryb sumokształtnych z rodziny długowąsowatych (Clariidae). Ich ciała nie zawierają pigmentu.

## Zasięg występowania
Endemity stanu Kerala – w południowo-zachodnich Indiach. Żyją w wodach podziemnych (stygobionty).

## Klasyfikacja
Gatunki zaliczane do tego rodzaju:
- Horaglanis abdulkalami
- Horaglanis alikunhii
- Horaglanis krishnai

Gatunkiem typowym jest Horaglanis krishnai.